# Otto Leu
Otto Friedrich Leu (* 18. April 1855 in Düsseldorf; † 30. Januar 1922 in Bern, Schweiz) war ein deutscher Landschaftsmaler.

## Leben
Otto Leu, geboren in der Jägerhofstraße, war – wie seine Brüder August und Oscar – Schüler seines Vaters, des Düsseldorfer Landschaftsmalers August Leu des Älteren. Später lebte er in Berlin.